# یونیون استیشن
یونیون استیشن یا ایستگاه اتحاد (Union Station) نام یک ایستگاه راه‌آهن و مترو معروف در واشینگتن دی سی است. این ایستگاه از نظر مؤسسه معماران آمریکا در رتبه ۳۷ محبوبترین بناهای آمریکا قرار دارد. بنای ایستگاه در سال ۱۹۰۳ ساخته شده و معمار آن دانیل برنهم است. این ایستگاه یکی از جاذبه های توریستی آمریکاست و سالانه بیش از ۴۰ میلیون نفر از آن بازدید می‌کنند.

## نگارخانه

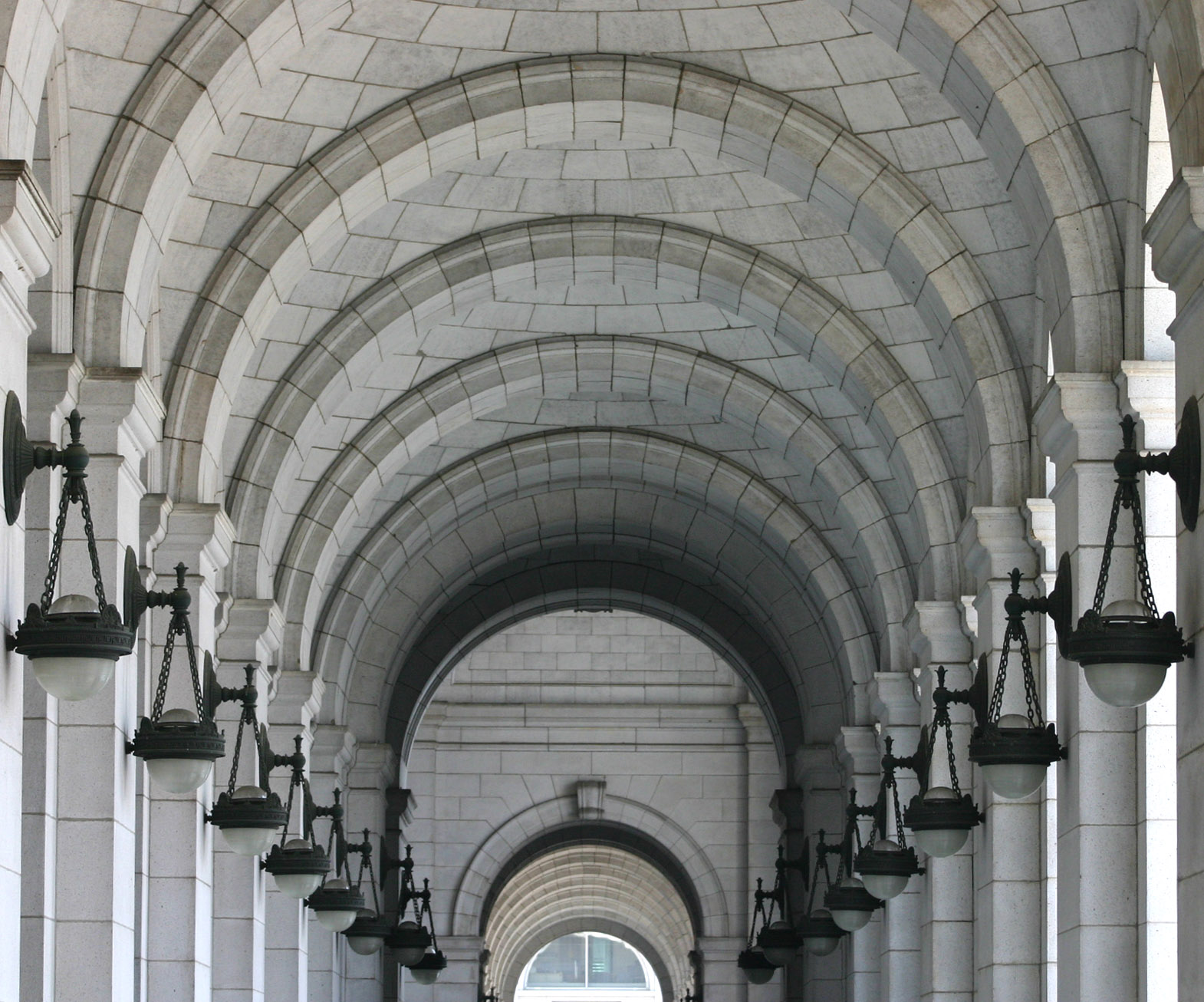
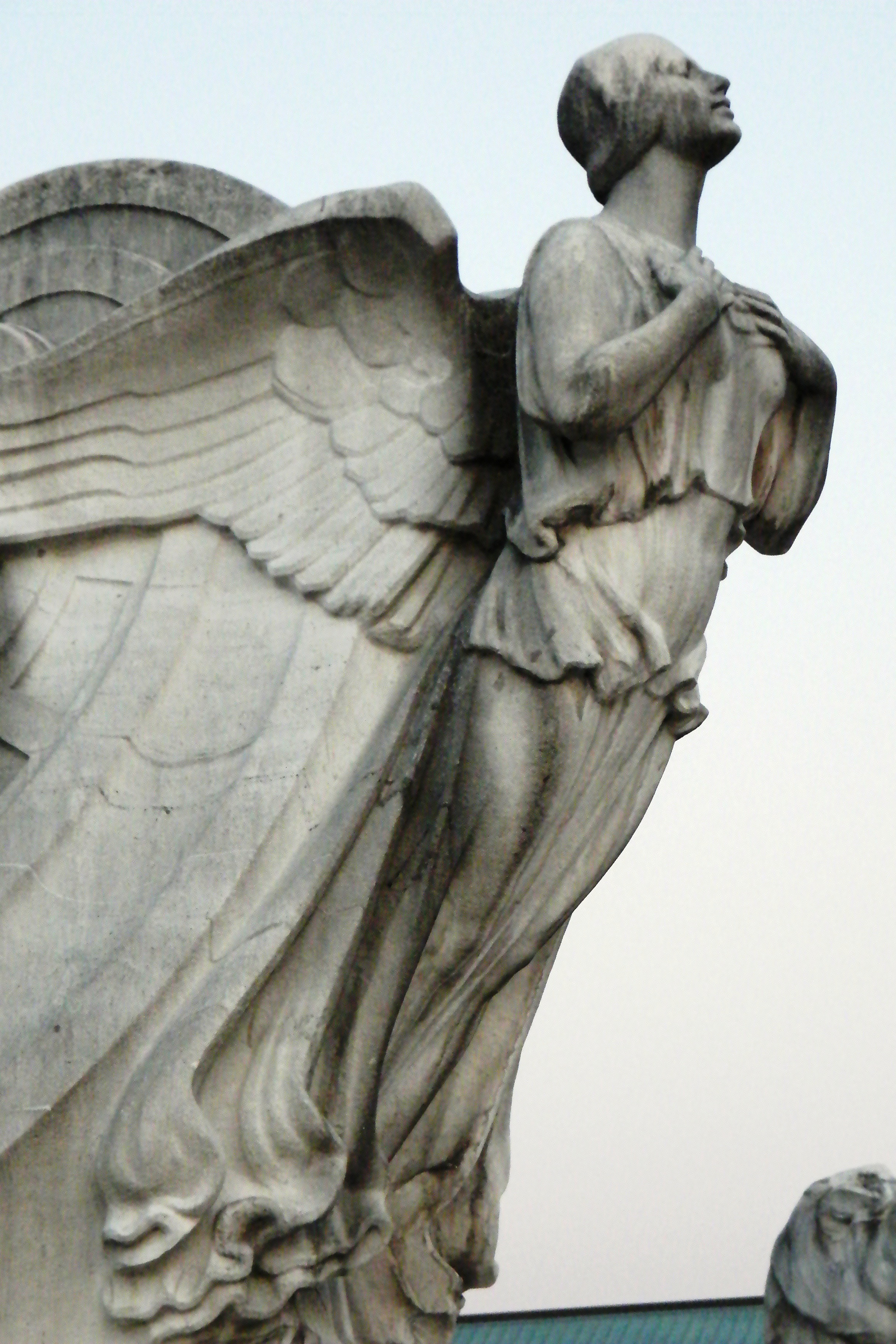
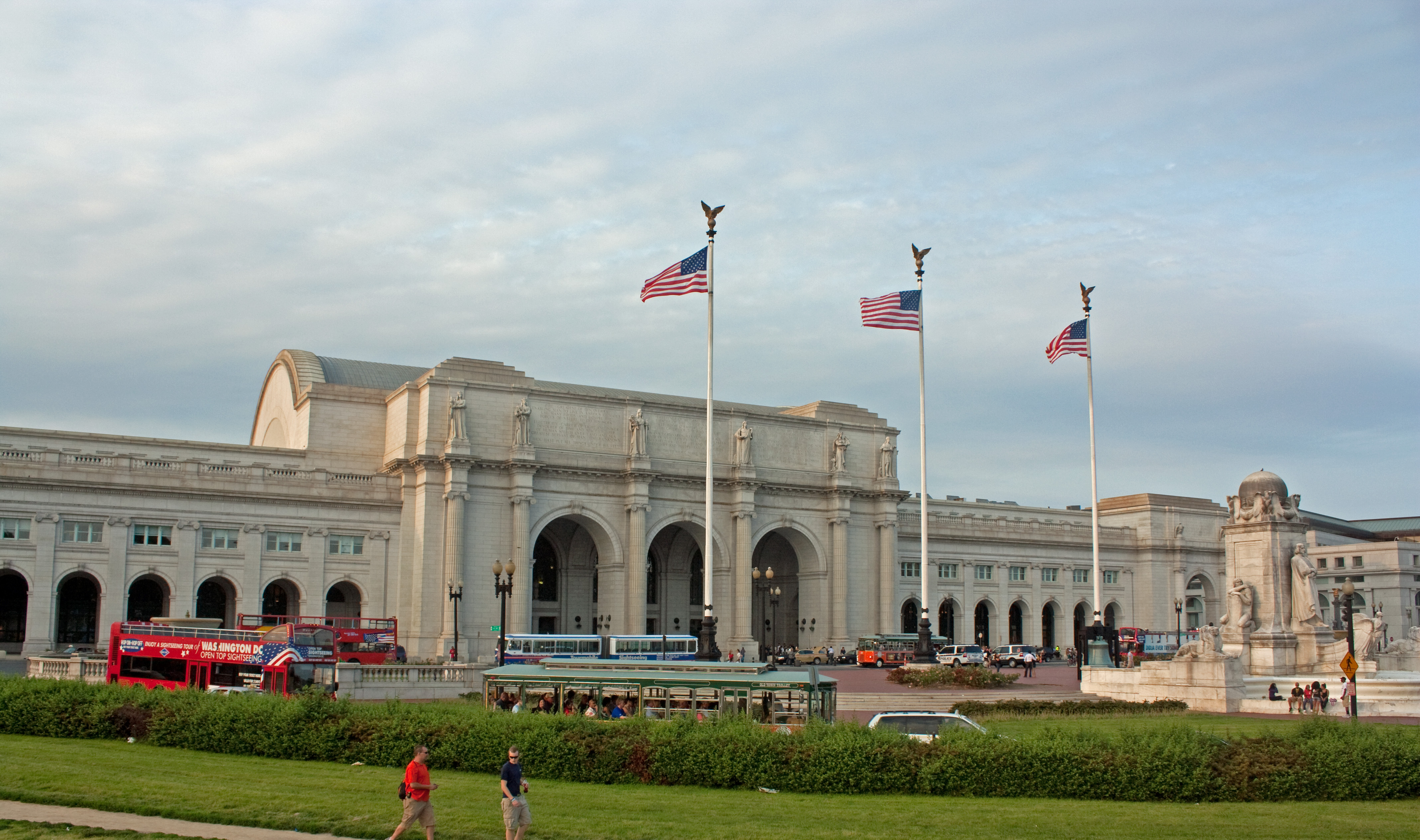

## پیوند بیه بیرون
- وبگاه رسمی